# Jeff Bezos
Jeffrey Preston Jorgensen, conegut simplement com a Jeff Bezos   (Albuquerque, 12 de gener de 1964), és un empresari nord-americà, conegut principalment per ser el fundador, president executiu i antic president i director general (CEO) d’Amazon, la companyia de comerç electrònic i computació en núvol més gran del món.
El 2024 era la tercera persona més rica del món. El desembre de 2013 hom li calculava una fortuna de 61.100 milions de dòlars (uns 44.970 milions d'euros). El 2015 va ser el cinquè home més ric del món, i el 2017 va aconseguir el primer lloc de la llista Forbes. A mitjan 2018 es va mantenir amb el lloc de la persona més rica del món, sent la primera persona a superar els 100.000 milions de dòlars. Actualment, la seva fortuna s'aproxima a la xifra dels 250.000.000.000 $ sent així l'empresari milmilionari que més ha incrementat la seva fortuna.

## Biografia
Jeffrey Bezos va estudiar Enginyeria Elèctrica i Informàtica a la Universitat de Princeton on es va graduar el 1986. Va treballar per una companyia de fibra òptica i després a Wall Street.
Jeffrey Bezos va fer diferents treballs relacionats amb la seva professió, però no va ser fins a l'any 1994 que es va dedicar a fer-se camí, fundant la llibreria en línia anomenada Cadabra.com, llançada oficialment el 16 de juliol de 1995, amb una inversió inicial de 300.000 dòlars.
Aquell primer projecte, que encara no havia estat anomenat Amazon, va tenir la seva primera oficina al garatge d'una casa que havien llogat Jeff i la seva dona Mackenzie a la ciutat de Seattle. Allà van instal·lar els tres servidors amb els quals van començar a processar la informació del lloc.

## Carrera
Després de graduar-se a Princeton el 1986, Jeffrey Bezos va treballar a Wall Street, al camp de la informàtica. Després va treballar en la construcció d'una xarxa per al comerç internacional d'una companyia coneguda com a Fitel. Tot seguit va treballar a Bankers Trust, on es va convertir en vicepresident. Més tard va treballar també en ciències de la computació per DE Shaw & Co.

### Amazon.com
Jeffrey Bezos va fundar Amazon.com el 1994 després de fer la redacció del pla de negoci en un viatge a través del país des de Nova York a Seattle. Inicialment, va crear l'empresa al seu garatge. Segons Forbes, les accions d'Amazon "van desafiar la gravetat" el 2011, saltant del 55% i sumant $ 6.500.000.000 de valor net Jeffrey Bezos.
Durant l'any 2007, la companyia Amazon va llançar un nou dispositiu electrònic denominat Kindle, i la particularitat residia a haver estat especialment dissenyat per llegir llibres digitals. Poc temps va passar perquè finalment aquest nou gadget d'Amazon demostrés la seva gran utilitat per als amants de la lectura, ja que oferia les prestacions per a cobrir les necessitats dels usuaris.

### Blue Origin
El 2000, Jeffrey Bezos va fundar Blue Origin, una companyia de llançament de vols espacials tripulats, en part com a resultat de la seva fascinació pels viatges espacials. La companyia es va mantenir en secret durant alguns anys, fins que es va donar a conèixer públicament l'any 2006, quan va comprar un considerable terreny a l'oest de Texas per al llançament i la instal·lació de prova.

### The Washington Post
El 5 d'agost de 2013, Jeffrey Bezos va anunciar la compra de The Washington Post per 250 milions de dòlars en efectiu. La venda va ser personal de Bezos. Amazon.com no va estar-hi involucrada. Durant vuit dècades, la possessió The Washington Post ha estat en mans dels seus fundadors, la família Graham. Segons va explicar aquesta capçalera, les negociacions es van realitzar amb el màxim secret. La decisió es va prendre després que en els últims temps l'edició en paper no va poder escapar de les turbulències financeres que van envoltar els mitjans de premsa escrita.
El 5 de juliol de 2021 va renunciar al càrrec de conseller delegat d'Amazon, coincidint amb el 26è aniversari de la companyia, per tal de viatjar a l'espai. Va ser substituir per Andy Jassy. Tot i això, Bezos va seguir com a president executiu d'Amazon.

## Turisme espacial
El juliol del 2021, Jeff Bezos, va viatjar a l'espai, junt amb el seu germà Mark, la pilot de vuitanta-dos anys Wally Funk i Oliver Daemen, un pilot neerlandès de divuit anys, fill d'un milionari que va pagar vint milions de dòlars perquè hi anés. Ho varen fer a bord de la càpsula New Shepard, de l'empresa Blue Origin, de Jeff Bezos, la qual es va enlairar a cent quilòmetres d'altura. El trajecte va durar deu minuts i divuit segons.
Amb aquest viatge, Bezos i els seus acompanyants es van convertir en els segons turistes espacials de la història, després que Richard Branson, fundador de Virgin, i tres tripulants més, protagonitzessin una aventura semblant, només una setmana abans.